# Arnold Fruchtenbaum
Arnold G. Fruchtenbaum (* 26. September 1943 in Tobolsk, Sibirien, Sowjetunion als Aritschek Genekowitsch Fruchtenbaum) ist ein US-amerikanischer evangelikaler Theologe, Spezialist für Hebräisch und Altes Testament und Autor über biblische Prophetie in jüdisch-messianischer Perspektive.

## Leben
Fruchtenbaums Vater Henry (Chaim) Fruchtenbaum war als polnischer Jude aus Pultusk vor den Deutschen in die UdSSR geflohen. Dort wurde er fälschlicherweise bezichtigt, ein Spion von Nazideutschland zu sein, und so wurde er zwei Jahre interniert. Danach arbeitete er im sibirischen Tobolsk als Fotograf. Nach dem Zweiten Weltkrieg kehrte er mit Frau und Kind im Februar 1946 nach Polen zurück. Wegen polnischem Antijudaismus der Nachkriegszeit flüchteten sie im Sommer 1946 mit vielen weiteren Juden und mit Hilfe der zionistischen Untergrundbewegung Bricha zu Fuß über die Tschechoslowakei und Österreich nach Deutschland. Als Displaced Persons kamen sie in einem britischen Flüchtlingslager bei Ulm unter, sie konnten jedoch nicht wie gewünscht nach Israel emigrieren. In Ulm wurde Fruchtenbaum von seinem Vater im Tanach und im orthodoxen Judentum seiner Vorfahren unterwiesen, bevor die Familie im Jahr 1951 nach Brooklyn in New York City emigrieren konnte.
Noch in Ulm machte die Familie die Bekanntschaft des evangelischen Geistlichen Theophil Burgstahler. Dies führte Fruchtenbaum und seine Mutter letztlich ins New Yorker Hauptquartier des American Board of Missions to the Jews (ABMJ). Fünf Jahre später nahm Fruchtenbaum Jesus als Messias an. Sein Vater war ein starker Gegner dieser Überzeugung, und als die Familie 1958 nach Los Angeles umzog, verbot er seinem Sohn das Lesen des Neuen Testaments sowie die Teilnahme an christlichen Zusammenkünften und christlich-jüdischen Gruppen. Unter diesen schwierigen Umständen gelang es Arnold Fruchtenbaum dennoch, mit messianischen Juden in Kontakt zu bleiben und am christlichen Glauben festzuhalten. Als er seinen High-School-Abschluss gemacht hatte, nötigte sein Vater ihn aufgrund seines Glaubens, das Elternhaus zu verlassen.
1962 begann er am Shelton College in New Jersey zu studieren, wechselte aber später ans Ohio’s Cedar College und schloss 1966 mit dem Bachelor of Arts in Hebräisch und Griechisch ab. Dann ging er nach Israel, wo er Archäologie, Alte Geschichte, historische Geographie und Hebräisch am American Institute of Holy Land Studies in Jerusalem belegte. Während dieser Zeit erlebte er den Sechs-Tage-Krieg von 1967.
Später im selben Jahr kehrte Fruchtenbaum in die USA zurück und schrieb sich im Dallas Theological Seminary für die Bereiche Hebräisch und Altes Testament ein. Zugleich begann er als Missionar für ABMJ (heute: Chosen People Ministries) zu arbeiten.
1968 heiratete Fruchtenbaum Mary Ann Morrow, eine Absolventin des Gordon College in Massachusetts. Mit ihr zog er 1971 mit einem Master der Theologie vom Dallas Theological Seminary in der Tasche nach Jerusalem, um dort in der örtlichen Kirche zu arbeiten und junge israelische Gläubige auf den christlichen Dienst vorzubereiten.
In den nächsten zwei Jahren arbeitete Fruchtenbaum für ABMJ im Hauptquartier in New Jersey als Redakteur der Publikation The Chosen People. 1976 trat er der Belegschaft der Christian Jew Foundation in San Antonio als Vize-Direktor der größten hebräisch-christlichen Rundfunkanstalt der Welt bei.
In dem Sommer traf sich Fruchtenbaum in Bezug auf die Judenmission auch mit anderen, um über die Probleme der Jüngerschaft und die Notwendigkeit intensiven biblischen und theologischen Trainings für jüdische Gläubige zu diskutieren, womit das frühe Fundament für Ariel Ministries gelegt wurde. Im Dezember 1977 wurde Ariel Ministries dann Realität, Fruchtenbaum wurde Direktor und Pressesprecher.
Während seiner Reisen in Europa, Israel und den USA kam Fruchtenbaum sehr eng mit der messianischen Bewegung und ihren verschiedenen Ausformungen und Problemen in Berührung. Seine Dissertation Israelology: The Missing Link in Systematic Theology war der Ertrag aus dreizehn Jahren Forschung, für die er 1989 von der New York University den Ph. D. erhielt.

## Lehre
Fruchtenbaum ist Autor zahlreicher Studien zur Bibel, die sowohl bei Juden als auch bei (nicht-jüdischen) Christen auf Interesse stoßen. In seinem Handbuch der biblischen Prophetie weist er u. a. auf die Prinzipien der doppelten Erwähnung hin, wonach eine Bibelstelle von zwei verschiedenen Personen oder zwei Ereignissen spreche, die zunächst zusammenzufallen scheinen, dann aber in einer späteren Bibelbetrachtungs-Epoche oder einem anderen Exegeten-Umfeld neu als etwas Unterschiedliches gedeutet wird (ein Charakteristikum der historisch-prophetischen Auslegungsmethode). Die sieben Sendschreiben in der Offenbarung des Johannes ordnet er dabei bestimmten Zeitepochen der Kirchengeschichte zu. In seiner ausführlichen Biographie legte er in vier Punkten dar, wie ein Mensch Frieden mit Gott finden kann. Es gelte, Gottes Plan für das eigene Leben umzusetzen, das grundlegende Problem des Menschen anzuerkennen, Gottes Erlösung im gekommenen Messias anzunehmen und auf Gottes Geschenk des ewigen Lebens zu antworten.

## Veröffentlichungen (Auswahl)
- Hebrew Christianity: its theology, history, and philosophy, Canon Press, Washington 1974, ISBN 978-0-913686-11-9.
- Jesus was a Jew, Broadman Press, Nashville 1974, ISBN 978-0-8054-6209-8.
- Handbuch der biblischen Prophetie, Schulte + Gerth, Asslar 1984, ISBN 978-3-87739-374-1.
- Israelology: the missing link in systematic theology, Ariel Ministries, Tustin 1989, ISBN 978-0-914863-05-2 (Dissertation).
- Messianic Christology: a study of Old Testament prophecy concerning the first coming of the Messiah, Ariel Ministries, Tustin 1998, ISBN 978-0-914863-07-6.
- Das Leben des Messias, Christlicher Mediendienst, Hünfeld 2008, ISBN 978-3-939833-05-5.
- Der Hebräerbrief: eine Auslegung aus messianisch-jüdischer Perspektive. Christlicher Mediendienst, Hünfeld 2008, ISBN 978-3-939833-50-5.
- Gesetz und Gesetzlichkeit, Christlicher Mediendienst, Hünfeld 2010, ISBN 978-3-939833-25-3.
- Messianische Christologie, Christlicher Mediendienst, Hünfeld 2011, ISBN 978-3-939833-38-3.
- Das Hohelied. Ein biblisches Konzept der Liebe, Christlicher Mediendienst, Hünfeld 2011, ISBN 978-3-939833-32-1.
- Die Feste Israels und ihre Bedeutung für die neutestamentliche Gemeinde, Christlicher Mediendienst, Hünfeld 2011, ISBN 978-3-939833-37-6.
- JESCHUA – Das Leben des Messias aus messianisch-jüdischer Pespektive, Christlicher Mediendienst, Hünfeld 2019, ISBN 978-3-961900-49-7.
- Die biblische Lehre von Israel, in Vergangenheit, Gegenwart und Zukunft, CMV, Hagedorn 2024, ISBN 978-3-96190-116-6.
- Achtet auf die Schritte des Messias. Eine Studie über die Abfolge der prophetischen Ereignisse, CMV Hagedorn 2024, ISBN 978-3-96190-119-7 (vollständige Überarbeitung von Handbuch der biblischen Prophetie).